# Genappe
Genappe (neerlandeză Genepiën, valonă Djinape) este un oraș francofon din regiunea Valonia din Belgia. 